# 吳敦
吳敦（1949年11月29日—），生於臺北市，籍貫中國安徽銅陵，台灣企業家、影視工作者，前長宏影視股份有限公司負責人。吳敦也是前黑幫人士，曾為竹聯幫成員、大老，綽號「鬼見愁」、「笑面虎」，1984年參與「江南案」為暗殺的主要執行者之一。

## 經歷

### 早年生活
吳敦生長於書香門第的公務員家庭，年少時因為個性叛逆，14歲就讀勵行中學在學期間即追隨陳啟禮加入竹聯幫，開啟幫派之路逐漸嶄露頭角。1968年間吳敦參與竹聯幫與牛埔幫的在台北市中山區的「香港西餐廳事件」的械鬥事件因而打響名號。吳敦後來進入政工幹校（現為國防大學政治作戰學院）第19期畢業，在1970年間竹聯幫爆發「陳仁事件」引起警方全力緝捕，吳敦也因就讀政工幹校而躲過一劫。
1970年代後期，陳啟禮因為陳仁案出獄後，整合竹聯幫各派系並被視為幫主，吳敦便受到提攜擔任「總護法」，成為竹聯幫的核心幹部，地位僅次於陳啟禮。台灣當時正逢電影產業蓬勃發展，竹聯幫也逐步將勢力擴展至電影圈，吳敦亦在陳啟禮的大哥「周霸子」周榕開設「飛龍影業公司」擔任導演劉家昌助手，並曾在「昌江影業公司」擔任製片主任，製作過《聖戰千秋》等電影。

### 江南案
1984年8月14日至18日，為中華民國國防部情報局完成訓練並派遣的台灣竹聯幫首任總堂主陳啟禮，奉局長汪希苓局長與處長陳虎門下達的「制裁令」，率時任總護法的吳敦和忠堂堂主董桂森二名手下，前往美國執行「鋤奸計畫」。10月10日，三人找到住在加州德里市的劉宜良，进行跟踪。10月15日上午九點，當劉宜良在住處吃完早餐，到樓下準備開車前往舊金山漁人碼頭的禮品店。事先埋伏的董桂森等人，進行暗殺。吳敦持左輪手槍朝劉宜良眉心開了一槍，劉當場倒斃，董桂森再朝劉的胸部、腹部開了二槍確認。三人在結束任務後，逃回台灣。美國聯邦調查局（FBI）對此案件進行調查。
陳啟禮返回台湾後不久，便因當年11月12日展開的「一清專案」掃黑行動而被逮捕。1985年1月10日，蔣經國下令逮捕軍事情報局長汪希苓、副局長胡儀敏、第三處副處長陳虎門，要求徹查。三人經兩次減刑後，服刑六年餘假釋出獄。1月13日，中央社發佈消息，承認情報局官員捲入「江南命案」。

### 踏入影壇
1991年吳敦因江南案出獄後，轉往電影業發展，之後創辦成立「長宏影視公司」與王晶、麥當傑、蔡揚名、朱延平、金鰲勳、劉家昌等多位知名台灣及香港導演合作，製作過多部膾炙人口的電影及電視劇，如《旋風小子》、《新烏龍院》、《報告班長3》、《倚天屠龍記》、《功夫灌籃》等等，並且捧紅許多明星如林志穎、徐若瑄、金城武、釋小龍、郝劭文、張衛健、賈靜雯、陳楚河等人。

## 作品列表

### 電影
| 年度   | 片名               | 幕後工作         |
| ------ | ------------------ | ---------------- |
| 1979年 | 《金榜浪子吳政輝》 | 製片             |
| 1980年 | 《佳期鬧翻天》     | 製片             |
|        | 《快樂英雄》       | 製片             |
| 1981年 | 《女性的復仇》     | 製片             |
|        | 《黑色大亨》       | 製片             |
|        | 《望子成龍》       | 製片             |
|        | 《術士神傳》       | 製片             |
|        | 《被判死刑》       | 製片             |
| 1982年 | 《蕩寇英雄傳》     | 製片             |
| 1983年 | 《小妹小子牛仔褲》 | 製片             |
| 1984年 | 《聖戰千秋》       | 製片             |
| 1992年 | 《廟街十二少》     | 出品人           |
|        | 《逃學外傳》       | 出品人           |
|        | 《五湖四海》       | 出品人           |
| 1993年 | 《新流星蝴蝶劍》   | 出品人           |
|        | 《劍奴》           | 出品人           |
|        | 《九尾狐與飛天貓》 | 出品人           |
|        | 《小心黑夜》       | 出品人           |
|        | 《追男仔》         | 出品人           |
|        | 《異域2：孤軍》    | 出品人           |
| 1994年 | 《梅珍》           | 策劃             |
|        | 《卜派小子》       | 出品人           |
|        | 《新烏龍院》       | 出品人           |
|        | 《桃色追缉令》     | 出品人           |
|        | 《報告班長3》      | 出品人           |
| 1995年 | 《中國龍》         | 出品人           |
|        | 《校園敢死隊》     | 出品人           |
|        | 《天使心》         | 出品人           |
|        | 《祖孫情》         | 出品人           |
|        | 《無敵反斗星》     | 出品人           |
|        | 《魔鬼天使》       | 出品人           |
|        | 《十兄弟》         | 出品人、監製     |
| 1996年 | 《龍在少林》       | 出品人           |
|        | 《號角響起》       | 出品人           |
|        | 《超級中國龍》     | 出品人           |
| 1997年 | 《俠盜正傳》       | 出品人           |
| 1999年 | 《哪吒大戰美猴王》 | 出品人           |
| 2008年 | 《功夫灌籃》       | 執行監製、出品人 |
| 2009年 | 《刺陵》           | 出品人、製片     |

### 演出作品
| 年度   | 片名         | 角色 |
| ------ | ------------ | ---- |
| 1994年 | 《月光少年》 | 配音 |

## 家庭
吳敦有過兩段婚姻，1991年與節目主持人許佩容結婚，婚姻維持四年後於1996年離婚，育有一子一女。
吳敦曾與女藝人鄭家榆交往，也是贾静雯，释小龙，张檬的干爹。

## 軼聞
吳敦的外號「鬼見愁」，大眾媒體多半以吳敦長相兇惡為由所取。另一說法則來自竹聯幫元老「周霸子」周榕喜好賭博，時常流連在竹聯幫旗下的賭場玩樂並賒帳，而被年輕一輩的成員暗中稱呼為「鬼」敬而遠之，然而吳敦當時由周榕網羅擔任要職掌管公司財務，在這情況下演變成人人怕周榕、周榕怕吳敦的局面，鬼見愁外號因此不逕而走。
吳敦在1970年間因政工幹校休假至陳啟禮家中作客，期間竹聯幫成員張如虹在西門町發現陳仁蹤影，撥電話至陳啟禮家中報告此事，吳敦接起電話表示「動！」使得張如虹誤以為是陳啟禮下達的指令，便率眾公然在警方面前刺殺陳仁重傷，意外引發震驚當代社會的「陳仁事件」。
2004年吳敦在《康熙來了》表示，當年因岳父家的鄰居導演賴慧中邀約吳敦參與《金榜浪子吳政輝》的電影製作，因而意外接觸電影圈。當代許多電影公司及導演喜歡找吳敦合作，並藉由吳敦的幫派勢力與人脈來擺平黑道索取保護費及暴力搶演員的問題，亦使得吳敦以另一種形式成名於華人電影圈。